# Johann Asmus von Esebeck
Johann Asmus Freiherr von Esebeck (* 25. August 1711 in Groß Salza; † 12. Juli 1770 auf dem Ingweilerhof) war pfalz-zweibrückischer Staats- und Kabinettsminister. Er ist Stammherr der freiherrlichen Linien des Adelsgeschlechts Esebeck.

## Leben
Esebeck war ein Sohn des 1746 verstorbenen anhaltischen Oberstallmeisters Philipp Jordan von Esebeck. Er kam jung an den Hof des Fürsten von Pfalz-Zweibrücken, wurde dort wirklicher Geheimer Rat und Etatsminister und 1740 in den Freiherrenstand erhoben. 1737 war er Regierungsrat und Kammerjunker, 1756 Geheimer Rat, bei seinem Tod 1770 auch Erster Staats- und Kabinettsminister. 1760 schenkte ihm Pfalzgraf Christian IV. Ingweilerhof und Ausbacherhof bei Reipoltskirchen als Erblehen. Zehn Jahre später starb der Freiherr auf dem Ingweilerhof und liegt dort in der Hofkapelle begraben. Das freiherrliche Familienwappen ist noch heute über dem Eingangsportal zu sehen.

### Familie
Verheiratet war er seit 1737 mit Johanna Friederike Freiin von Göllnitz († 1771). Aus der Ehe gingen neun Kinder hervor, darunter der pfalz-zweibrückische Staatsminister Johann Friedrich Ludwig Jordan von Esebeck.
Kinder (geboren in Zweibrücken, Ludwig geboren in Groß-Salza):
- Christian (* 1738; † gefallen 1760 im Gefecht bei Korbach), königlich-französischer Capitaine der Grenadiere
- Eberhard (* 1740; † 1817 in Zweibrücken), königlich-französischer Maréchal de camp ⚭ Catharina Girtanner von Luxburg
- Ludwig (* 1741; † 1798 in Zweibrücken), pfalz-zweibrückischer Staatsminister, ⚭ Eleonora Augusta Freiin Gayling von Altheim
- Friedrich (* 1742, gefallen in Deutschland), königlich-französischer Capitaine im Régiment de Royal Deux-Ponts
- Karoline Christine (* 1743)
- Karl (* 1745; † 1809), preußischer Generalmajor ⚭ Wilhelmine Charlotte Schönberg von Brenkenhoff
- Luise (* 1746), 1. ⚭ Freiherr Karl Christian Wilhelm von Closen-Heidenburg (* 1718; † 1764), Maréchal de camp, 2. ⚭ Carl Gustav Graf von Stralenheim-Wasaburg (* 1719; † 1787)
- Heinrich (* 1748; † 1809 in Paris), königlich-französischer Capitaine im Régiment de Royal Deux-Ponts ⚭ Gräfin Firnhaber von Eberstein
- Georg (* 1753; † 1823 in München), königlich-bayerischer Oberst der Garde zu Fuß ⚭ Charlotte Freiin von Closen auf Haydenburg